# Vasiliká (ort i Grekland, Mellersta Makedonien)
Vasiliká är en ort i Grekland.   Den ligger i prefekturen Nomós Thessaloníkis och regionen Mellersta Makedonien, i den nordöstra delen av landet, 280 km norr om huvudstaden Aten. Vasiliká ligger 68 meter över havet och antalet invånare är 4 519.
Terrängen runt Vasiliká är kuperad åt nordost, men åt sydväst är den platt. Vasiliká ligger nere i en dal.Runt Vasiliká är det ganska glesbefolkat, med 38 invånare per kvadratkilometer. Närmaste större samhälle är Kalamaria, 19,5 km nordväst om Vasiliká. Trakten runt Vasiliká består till största delen av jordbruksmark.